# Cult Energy Pro Cycling
CULT Energy-Stölting Group was tussen 2008 en 2015 een Deense wielerploeg. De ploeg had in 2015 een professionele continentale licentie en was voornamelijk actief in de UCI Europe Tour.
Het in Denemarken gestationeerde team werd onder de naam Cycling Horsens in 2000 opgericht als een Deens nationaal clubteam. Dit zou het tot en met 2007 ook blijven, vanaf 2001 wel onder een nieuwe naam: Glud & Marstrand-LRØ Rådgivning. In 2008 vroeg en kreeg het team een continentale licentie. Onder dit statuut zou het team uiteindelijk zeven seizoenen rijden, onder de namen: Glud & Marstrand-LRØ Rådgivning, Glud & Marstrand - LRO (2012), Team Cult Energy (2013) en Cult Energy Vital Water (2014).
In 2015 veranderde het statuut van het team nogmaals, het werd nu gecatalogeerd als een Pro-continentale ploeg en onder de naam Cult Energy Pro Cycling. Dit houdt in dat alle renners voltijds betaald worden, en het team mits wildcard mag starten in wedstrijden van de UCI World Tour. Het team werd ook internationaler, waar het voorheen een bijna uitsluitend Deens team was werden er ook andere Europese renners aangetrokken. In augustus 2015 raakte bekend dat het team vanaf 2016 gaat fuseren met het Duitse continentale Team Stölting, en dit onder de naam CULT Energy-Stölting Group. In december raakte echter bekend dat Cult Energy zich dan toch volledig terugtrekt uit het wielrennen, Stölting zou wel verdergaan onder een procontinentale licentie.